# Fishguard
Fishguard (walisisk: Abergwaun, der betyder "Udmundingen på floden Gwaun") er en kystby i Pembrokeshire, Wales, med omkring 3.400 indbyggere i 2021. Det moderne Fishguard består af to dele; Lower Fishguard og Main Town. Fishguard og Goodwick umiddelbart mod vest er stort set bygget sammen og har samme byråd.
Det menes at Lower Fishguard er stedet, hvor en lille bebyggelse har vokset sig til den moderne by. Den ligger i en dyb dal, hvor floden Gwaun munder ud i havet, hvoraf det walisiske navn for byen kommer fra. Det er en typisk fiskerby, der har en kort kaj. Byen strækker sig langs den nordlige del af dalen ud til vandet.
Hovedbyen indeholder sognekirken, hovedgaden og det meste af de moderne bygninger, og ligger oven for bakken syd for Lower Fishguard. De to bydele er forbundet via en stejl vej. Den vestlige del af byen mod Goodwick voksede i begyndelsen af 1900-tallet med udviklingen af Fishguard Harbour.